# Arbacina monilis
Espèce
Synonymes
- Echinus monilis Desmarest in Defrance, 1825

- Arbacia fragilis Duchassin, 1844
- Psammechinus monilis (Desmarest in Defrance, 1825)

Arbacina monilis est une espèce éteinte d'oursins de la famille des Trigonocidaridae ayant vécu au Néogène.

## Systématique
L'espèce Arbacina monilis a été initialement décrite en 1825 par le zoologiste français Anselme Gaëtan Desmarest (1784-1838) sous le protonyme d’Echinus monilis.